# Louis Kissinger

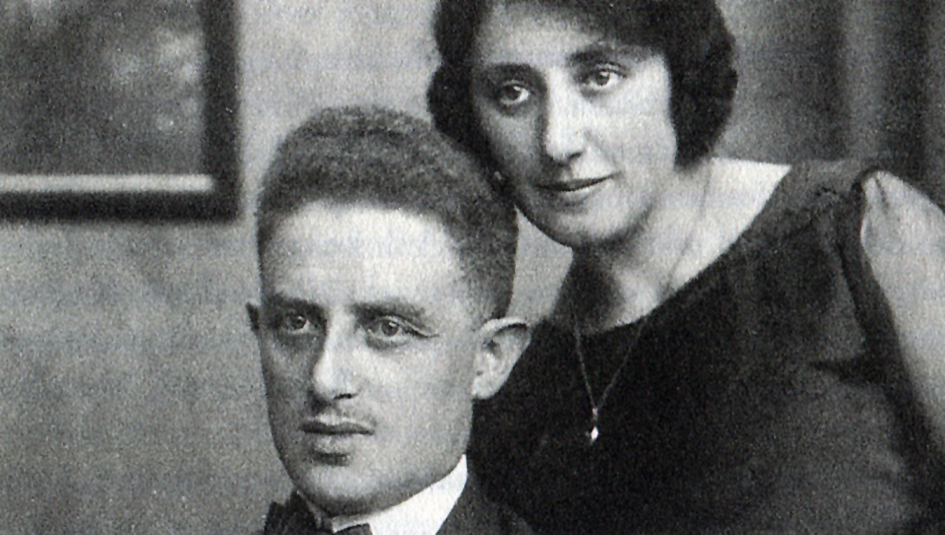
Louis Kissinger mit Ehefrau Paula Stern, um 1921

Louis Kissinger (* 2. Februar 1887 in Ermershausen; † 14. März 1982 in Manhattan, New York City, New York, Vereinigte Staaten) war ein deutscher Pädagoge und Vater von Henry Kissinger.

## Leben
Kissinger besuchte ab 1900 die königliche Präparandenschule in Arnstein. Damals gehörte diese zur Volksschullehrerausbildung. Von 1903 bis 1905 studierte er an der Israelitischen Lehrerbildungsanstalt in Würzburg.
Im November 1905 begann er als jüdischer Religionslehrer am Vereinigten Heberlein’schen und Arnstein’schen Institut, das 1848 von Simon Geiershöfer als Privatinstitut für Mädchen gegründet wurde und 1883 mit der privaten Heberleinschen Töchterschule zusammengeführt wurde, zu arbeiten. Damals lebte er in Untermiete in einem Zimmer in der Theaterstraße. 1907 wurde das Institut aufgehoben, da ein städtisches Mädchenlyzeum an der Tannenstraße eröffnet wurde.
Er unterrichtete auch an der Heckmannschule. Am 20. September 1909 hatte er seine Anstellungsprüfung.
Vom Kriegsdienst war er als Lehrer befreit. 
Am 29. April 1917 bewarb sich Louis Kissinger, inzwischen 30 Jahre alt, beim Königlich Bayerischen Staatsministerium des Inneren für Kirchen- und Schulangelegenheiten für die Zulassung zur Reifeprüfung an Realgymnasien. Im Oktober 1917 begann er ein Studium der Kameralistik (Buchführung, öffentliche Verwaltung) und Philosophie an der Universität in Erlangen. Am 20. November 1917 erhielt Kissinger in Fürth das Bürgerrecht. Am 10. April 1919 erhielt Kissinger sein Abgangszeugnis. Im Jahresbericht 1919/1920 der Städtischen Höheren Mädchenschule in Fürth, dem heutigen Helene-Lange-Gymnasium, wurde Kissinger als Hauptlehrer für Deutsch, Rechnen und Realien erwähnt. Im März 1920 erhielt er eine Festanstellung. Am 9. Oktober 1933 wurde er wegen des Gesetzes zur Wiederherstellung des Berufsbeamtentums mit 47 Jahren in den Ruhestand versetzt.
Am 24. April 1938 beantragte er die Ausstellung von Pässen beim Polizeiamt Fürth. Am 30. August 1938 verließ er an Bord der Île de France Le Havre in Nordfrankreich in Richtung New York. Aufgrund seiner mangelnden Englischkenntnis konnte er nicht als Lehrer arbeiten und begann 1940 als Buchhalter in einem metallverarbeitenden Betrieb zu arbeiten. Ab 1950 arbeitete er als Buchhalter bei der Nuvacor Power.
1952 und 1975 besuchte er Fürth.

## Familie
Kissinger war der Sohn von David Kissinger (1860–1947) und Celine Karoline Zeilberger (1863–1906).
Mit seiner Frau Paula Stern, die er am 14. August 1922 heiratete, hatte er zwei Kinder:
- Heinz Alfred Kissinger (1923–2023), später als Henry Kissinger bekannt, Politiker
- Walter Bernhardt Kissinger (1924–2021)

Gemeinsam mit seiner Familie emigrierte er 1938 in die USA. Dort lebte er in Manhattan.

## Gedenken
Seit 2012 verleiht die Stadt Fürth den Louis-Kissinger-Preis für vorbildhaft engagierte Pädagoginnen und Pädagogen jeglicher Schularten.